# Новодолинский
Новодо́линский — посёлок городского типа в Карагандинской области Казахстана. Находится в подчинении Шахтинской городской администрации. Административный центр и единственный населённый пункт Новодолинской поселковой администрации. Код КАТО — 352839100.

## География
Расположен в 30 км от железнодорожной станции Карабас (на линии Петропавловск — Алма-Ата) и в 40 км к юго-западу от Караганды.

## История
В 1954 году Новодолинский получил статус посёлка городского типа.

## Население
В 1999 году население посёлка составляло 6581 человек (3162 мужчины и 3419 женщин). По данным переписи 2009 года в посёлке проживало 6365 человек (3034 мужчины и 3331 женщина).
На начало 2019 года население посёлка составило 6253 человека (3030 мужчин и 3223 женщины).

## Экономика
Ранее велась добыча угля (шахта «Долинская»). Работает горно-монтажный филиал управления «Спецшахтомонтаж» АО «АрселорМиттал Темиртау».

## Русская православная церковь
- Храм в честь преподобномучениц Великой Княгини Елисаветы и инокини Варвары[5]